# 扭连钱
扭连钱（学名：Phyllophyton complanatum）为唇形科扭连钱属下的一个种。